# Férfi gyorstüzelő pisztoly az 1900. évi nyári olimpiai játékokon
A férfi hadipuska, összetett versenyszáma egy az öt közül amit az 1900. évi nyári olimpiai játékok, sportlövészet versenyei alatt megrendeztek Párizsban. 1900. augusztus 1. és augusztus 4. között rendezték meg. 6 versenyző, 2 nemzetből indult.

## Érmesek
| Arany                                 | Ezüst                              | Bronz                              |
| Maurice Larrouy · Franciaország (FRA) | Léon Moreaux · Franciaország (FRA) | Eugène Balme · Franciaország (FRA) |

## Végeredmény
| Helyezés | Versenyző             | Eredmény |
| -------- | --------------------- | -------- |
| 1        | Maurice Larrouy (FRA) | 58       |
| 2        | Léon Moreaux (FRA)    | 57       |
| 3        | Eugène Balme (FRA)    | 57       |
| 4        | Paul Moreau (FRA)     | 57       |
| 5        | Paul Probst (SUI)     | 57       |
| 6        | Joseph Labbé (FRA)    | 57       |